# Mikael Birkkjær
Mikael Birkkjær (født 14. september 1958 i København) er en dansk skuespiller.
Han er uddannet fra Skuespillerskolen ved Odense Teater i 1985. Han blev ansat på Det Kongelige Teater i 1990 og var tilknyttet Østre Gasværk i sæsonen 1998/1999. Han modtog Lauritzen-prisen i 1996. I en periode var han gift med skuespillerinden Tammi Øst. Sammen har de to børn.

## Filmografi

### Film
| År   | Titel              | Rolle | Noter |
| ---- | ------------------ | ----- | ----- |
| 1987 | En farlig mand     |       |       |
| 1988 | Boksning           |       |       |
| 2004 | Lad de små børn... |       |       |
| 2004 | Oh Happy Day       |       |       |
| 2005 | Springet           |       |       |
| 2009 | Flugten            |       |       |
| 2016 | Sorgenfri          |       |       |
| 2020 | De forbandede år   |       |       |

### Tv-serier
| År        | Titel                       | Rolle                   | Noter     |
| --------- | --------------------------- | ----------------------- | --------- |
| 1987      | Een gang strømer...         | Kjeld Mikkelborg        | 1 episode |
| 1990      | Begær, Lighed og Broderskab | Christian Lange         |           |
| 2003-2006 | Krøniken                    | Direktør i typehusfirma | Afsnit 15 |
| 2008      | Sommer                      | Adam Sommer             |           |
| 2009      | Forbrydelsen 2              | Ulrik Strange           |           |
| 2010      | Borgen                      | Philip Christensen      |           |
| 2017      | Mercur                      | Peter Nielsen           |           |
| 2018      | Sygeplejeskolen             | Eriks far               |           |
| 2022      | Skruk                       | Niels Anders            |           |
| 2023      | Oxen                        | Johnny Gregersen        | Afsnit 1  |